# François Le Métel de Boisrobert
François Le Métel de Boisrobert (Caen, 1 de agosto de 1592-París, 30 de marzo de 1662), poeta y dramaturgo francés.

## Biografía
Era hijo de un procurador de Rouen, e hizo estudios de derecho para volverse abogado; estuvo inscrito algún tiempo como tal en Rouen. Vino a París hacia 1622 y formó parte del principal grupo de poetas libertinos en torno a Marc-Antoine Girard de Saint-Amant y Théophile de Viau. Tras el proceso de este último, Boisrobert se acercó a su coterráneo, el gran poeta François de Malherbe, lo que le permitió asentarse en la Corte y participar en el ballet de las Bacchanales representado en el Palacio del Louvre en febrero de 1623. Abjuró del protestantismo en 1623, fue ordenado y lo nombraron abate de Châtillon-sur-Seine.
En 1625 participó en una embajada a Londres y en 1630 marchó a Roma, donde se ganó el favor del papa Urbano VIII, quien le concedió un priorato. Este protestante convertido al catolicismo y de religiosidad más que dudosa, llegó a ser sin embargo canónigo de Rouen.
Ascendió hasta, en 1623, ser favorito del Cardenal Richelieu gracias a su ingenio, su buena conversación y su talento satírico: era uno de los pocos personajes que eran capaces de hacer reír al cardenal distrayéndolo de los enfadosos asuntos de estado. Desde 1627 fue su secretario literario y uno de los cinco autores, junto a Claude de L'Estoile, Pierre Corneille, Guillaume Colletet y Jean Rotrou, que pusieron en forma las ideas del cardenal en materia teatral. Participaba en las tertulias literarias que mantenía en casa de Valentin Conrart y así se fraguó el interés de Richelieu en constituir una sociedad pública que terminó por ser la Academia Francesa, de la que fue uno de los primeros miembros y uno de los más activos, encargándose de elaborar el Diccionario, en cuya labor descuidó sus funciones de clérigo y fue amonestado. Gui Patin dijo de él: «C'est un prêtre qui vit en goinfre, fort déréglé et fort dissolu» (Es un clérigo que vive como seglar, muy fuera de las reglas y muy disoluto". Era jugador, amaba la buena charla y no disimulaba su homosexualidad y sus aventuras con los sirvientes.
Se hallaba preso en la pasión del teatro. Frecuentaba asiduamente l'Hôtel de Bourgogne y se mostraba un gran admirador del comediante Mondory, quien le motejó de «abate Mondori». Terminó por regentar este Hôtel para Richelieu, pero sus funciones causaron un gran escándalo cuando, en una representación privada, hizo pasar a la petite Saint-Amour, la plus grande gourgandine (pelandusca) de Paris, mientras que el señor Gaston d'Orléans, hermano del rey y príncipe de sangre, tenía las más grandes dificultades para entrar... Luis XIII se enojó con Richelieu, quien se lo tomó muy mal, con lo que Le Bois conoció la más grande desgracia. Otro escándalo: era igualmente familiar a la gran cortesana Ninon de Lenclos, escándalo bien poco merecido, ya que sus relaciones eran puramente platónicas.
Su conducta públicamente licenciosa le valió, en enero de 1641, caer en desgracia ante Richelieu, quien le prohibió aparecer ante él. Pero el cardenal no tardó en lamentar esta decisión, porque Boisrobert se le había vuelto indispensable. Un día en que estaba enfermo, su médico le dijo: «Monseñor, todas nuestras drogas son inútiles, si no mezcláis un poco de Boisrobert». Escribió entonces una orden donde ponía solamente Recipe Boisrobert, el cardenal siguió este consejo y recibió al abate. Tras la muerte de Richelieu, Boisrobert se dirigió con menos éxito al Cardenal Mazarino, a quien sirvió fielmente bajo la Fronda. Entró en rivalidad con Paul Scarron, y esa fue una de sus últimas querellas.
Boisrobert compuso 18 piezas teatrales, entre ellas 9 tragicomedias. Una de sus comedias, La Belle plaideuse (1655) es la que parece haber inspirado El avaro o Escuela de la mentiras de Molière. Es igualmente autor de numerosas poesías. Editó las Obras de Teófilo de Viau (1627) y el Parnasse royal, ou Poésies diverses à la louange de Louis XIII et du cardinal de Richelieu (1635, 2 vol.). Con el precedente de Bernard de La Monnoye, fue autor de los Cuentos licenciosos que aparecieron bajo el nombre de su hermano, Antoine Le Métel d'Ouville.

### Teatro
- Pyrandre et Lisimène ou l'Heureuse tromperie, tragicomedia, 1633
- Les Rivaux amis, 1639
- Les Deux Alcandres, 1640
- La Belle Palène, 1642
- Le Couronnement de Darie, 1642
- La Vraie Didon ou Didon la chaste, tragedia, 1643
- La Jalouse d'elle-même, 1650
- Les Trois Orontes, 1652
- La Folle gageure ou les divertissements de la comtesse de Pembroc, 1653, de una obra de Lope de Vega
- Cassandre, comtesse de Barcelone, tragicomédie representada por vez primera en el Hôtel de Bourgogne el 31 de octubre de 1653
- L'Inconnue, 1655
- L'Amant ridicule, 1655
- Les Généreux ennemis, 1655
- La Belle plaideuse, 1655
- La Belle invisible ou les Constances éprouvées, 1656
- Les Apparences trompeuses, 1656
- Les Coups d'Amour et de Fortune, 1656
- Théodore, reine de Hongrie, 1658

### Poesía y obras diversas
- Poésies publicadas en el Recueil des plus beaux vers de Malherbe, Racan, etc., 1626
- Lettres publicadas en el Recueil de Faret, 1627
- Paraphrases sur les sept psaumes de la Pénitence, en verso, 1627
- Histoire indienne d'Anxandre et d'Orasie, 1629
- Nouvelles héroïques et amoureuses, 1657
- Epîtres en vers et autres œuvres poétiques, 1659